# Tumegl/Tomils
Tumegl/Tomils é uma comuna da Suíça, no Cantão Grisões, com cerca de 354 habitantes. Estende-se por uma área de 3,21 km², de densidade populacional de 110 hab/km². Confina com as seguintes comunas: Cazis, Paspels, Rothenbrunnen, Scheid, Trans.
A língua oficial nesta comuna é o Alemão.